# Stolnica sv. Štefana, Pariz
Bazilika in stolnica sv. Štefana v Parizu (francosko Cathedrale Saint-Étienne de Paris), na otoku Île de la Cité, je bila zgodnjekrščanska cerkev pred Notre-Dame de Paris. Zgrajena je bila v 4. ali 5. stoletju neposredno pred lokacijo sodobne stolnice in le 250 metrov od kraljeve palače. Postala je ena najbogatejših in najprestižnejših cerkva v Franciji. Nič ni ostalo nad tlemi prvotne stolnice. Porušili so jo okoli leta 1163, ko se je začela gradnja cerkve Notre-Dame. Ostanki temeljev so ostali pod tlakom trga pred Notre-Dame in pod zahodnim pročeljem stolnice. Cerkev je bila z leti zgrajena in prezidana v merovinškem, karolinškem in romanskem arhitekturnem slogu.

## Zgodovina
Zgodovinarji se razlikujejo glede datuma začetka gradnje stolnice. Po besedah Alaina Erlande-Brandenburga je tam v 4. stoletju obstajala bazilika, medtem ko je Michel Fleury zapisal, da je bila stolnica zgrajena pozneje, v času vladavine Hildeberta I. (511–558), sina in naslednika Klodvika, prvega francoskega kralja spreobrniti v krščanstvo.
Prva zanesljiva omemba stolnice na otoku Île de la Cité sega v 6. stoletje, čeprav je zelo verjetno, da je bila tam že v 5. stoletju. Življenje svete Genevieve pripoveduje, da je leta 451, ko so Huni napadli Pariz, sveta Genevieva pozvala kristjane k molitvi v krstilnico, ki je mejila na stolnico.
Iz izkopanin je razvidno, da je bila stolnica prvotno zgrajena na zgodnejših rimskih temeljih, in ko so jo v 6. stoletju prezidali, so uporabili kamen iz prejšnje bazilike.

## Izkopavanja
Temelje zgodnje stavbe so prvič odkrili leta 1711 na globini približno šest metrov pod sodobnimi tlemi stolnice med kopanjem grobnice za škofe. Delavci so odkrili dve starodavni steni na južni strani, eno debelo približno pet metrov, drugo debelo dva metra in pol. Dve steni sta bili zasnovani tako, da podpirata druga drugo. Odkrili so tudi izjemno zbirko devetih galo-rimskih kipov, vključno z deli Stebra čolnarjev, rimskega spomenika, ki so ga postavili pariški čolnarji v prvem stoletju.
Leta 1858 so bila pod Notre-Dame in okolico izvedena veliko obsežnejša izkopavanja, pri katerih je sodeloval Eugène Viollet-le-Duc. Na istem območju kot kripta nadškofov, pri drugi traveji kora, približno dvanajst metrov vzhodno od transepta, pol metra pod tlemi kora, so odkrili temelje zgodnje apside. Ko so kopali globlje, so našli ostanke dveh različnih cerkva na različnih globinah, vključno z elementi pravokotne apside ali vzhodnega konca zgodnejše cerkve.
Novejša obsežna izkopavanja je izvedel Michel Fleury med letoma 1965 in 1972. Odkrili so elemente arhitekture in dekoracije, vključno s fragmenti marmorne dekoracije, kapiteli, stebri, koloneti in tlaki. Ti so zdaj na ogled v Musée de Cluny, Narodnem muzeju srednjega veka.

## Opis
- San Vitale, bazilika iz 5. stoletja v Rimu
- Bazilika Sant'Apollinare Nuovo, Ravena, Italija (6. st.)
- Merovinška bazilika v Metzu (6. st.)

Zunanji videz sv. Štefana ni znan, verjetno pa je bil podoben podobnim predromanskim bazilikam tistega obdobja, kot so San Vitale v Rimu, [[Bazilika Sant'Apollinare Nuovo]] v Raveni in bazilika Saint-Pierre-aux-Nonnains leta Metz. Zdi se, da je morda bil zvonik v središču zahodnega pročelja, kar temelji na tamkajšnjem masivnem temelju. Morda je imela tudi osrednjo kupolo ali lanterno. Notranjost je bila okrašena z mozaiki in skulpturami. Pri izkopavanjih so našli odlomke marmorja, pohištva in keramike.
Glede na temelje se zdi, da je bila cerkev dolga 70 metrov, vključno z verando, ali polovica dolžine Notre-Dame de Paris, široka pa 35 metrov. Marmorni stebri v ladji so podpirali streho ladje, ki je bila široka približno 10 metrov. Videti je, da je imela štiri nižje stranske ladje na obeh straneh ladje; ena široka 5 metrov in ena široka 3,5 metra. Druga stranska ladja na južni strani je bila zgrajena na vrhu obzidja iz poznega Rimskega cesarstva.
Stolnica je bila največja v skupini škofovskih stavb na tem mestu. Ob koncu visokega srednjega veka je bila poleg sv. Štefana še cerkev, posvečena Devici Mariji, ločena krstilnica (v času, ko so krščevali odrasle in ne otroke) in kapela, posvečena sv. Krištofu, zahodno od Notre-Dame. Njene temelje so odkrili leta 1845. Temelje druge majhne cerkve, posvečene Saint Denisu, so našli tik vzhodno od apside Notre-Dame. Stolnica je bila tudi blizu prvotne bolnišnice Hôtel-Dieu, prve bolnišnice v Parizu, zgrajene v 9. stoletju, ki so jo kasneje preselili na sedanjo lokacijo severneje.

## Ostanki
Ostanke temeljev katedrale najdemo pod vežo, tlakovanim trgom pred Notre-Dame de Paris.
- Zemljevid drugih stavb na lokaciji
- Parvis Notre-Dame, nad mestom sv. štefana
- Lokacija prvotne verande sv. Štefana, pred Notre-Dame
- Plošča na trgu pred Notre-Dame, ki prikazuje lego verande sv. štefana